# Герб Фелгейраша
Ге́рб Фелге́йраша — офіційний символ міста Фелгейраш, Португалія. Використовується як територіальний герб. У срібному щиті синій хвилястий перев'яз. Над і під ним два пурпурні виноградні грона із зеленим листям. У чорній облямівці дванадцять золотих бджіл. Щит увінчує срібна мурована міська корона з п'ятьма вежами.  Під щитом біла стрічка, на якій великими літерами напис португальською: «Felgueiras» (Фелгейраш).  Офіційно затверджений 2 лютого 1991 року. Створений на основі попереднього містечкового герба, ухваленого 6 травня 1937 року. 

## Галерея

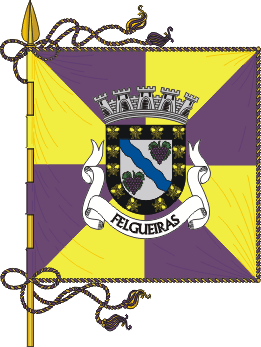
Прапор